# Gilberto da Silva Melo
A Panathinaikósz játékosát, teljes nevén Gilberto Aparecido da Silva lásd a Gilberto Silva szócikket.
Gilberto, igazi nevén Gilberto da Silva Melo (Rio de Janeiro, 1976. április 25. –)  brazil válogatott labdarúgó.
Játszott a brazil válogatottban a 2006-os világbajnokságon Németországban, és gólt szerzett Japán ellen, ez volt az első gólja azóta, hogy debütált a csapatban 2003. június 11-én.
A bátyjai, Nélio és Nilberto szintén labdarúgók.

## Pályafutása
Karrierjét Brazíliában kezdte, ahol az América FC, a Flamengo és a Cruzeiro csapataiban játszott. Majd Ronaldo ajánlására az olasz Internazionale-hoz igazolt a Serie A-ba. Itt egy évet töltött, majd visszatért Brazíliába, a Vasco da Gama-hoz. Egy-egy évet töltött ezután a Grêmio és a São Caetano csapatainál, majd 2004-ben ismét európai klubhoz igazolt: a német Hertha BSC Berlin-hez.
Gilberto 2008. január 31-én, 2 millió fontért igazolt Angliába a Tottenham Hotspur-höz, de sérülés miatt csak március 6-án debütált a csapatban a PSV Eindhoven ellen az UEFA-kupában. A félidőben azonban Jamie O’Hara váltotta, miután egy hibáját követően a PSV szerezte meg a vezetést -és egyben a mérkőzés egyenlen gólját. Juande Ramos menedzser a találkozó után azt nyilatkozta, nem a hibája miatt cserélte le Gilbertót.
Gilberto az első brazil játékos a Tottenham felnőttcsapatában. A klub korábbi brazil játékosai, Rodrigo Defendi és Diego Bortolozzo csak a tartalékok között játszott.
Első Premier League mérkőzésén, a West Ham United ellen csereként beállva gólt szerzett; csapata harmadik gólját. A mérkőzés 4–0-s Tottenham sikerrel végződött.

## Sikerei, díjai

### Klub
- Flamengo
  - Rio Állami bajnokság: 1996
  - Copa de Oro: 1996
- Cruzeiro
  - Minas Állami bajnokság: 1998, 2011
- Vasco da Gama
  - Brazil bajnokság: 2000
  - Copa Mercosur: 2000
- São Caetano
  - São Paulo Állami bajnokság: 2004
- Tottenham Hotspur
  - Angol ligakupa: 2007–08

### Válogatott
- Brazília
  - Konföderációs kupa: 2005
  - Copa América: 2007

## Külső hivatkozások
- Gilberto da Silva Melo pályafutásának statisztikái a Soccerbase oldalon (angolul)

- Gilberto Autogram
- Gilberto da Silva Melo adatlapja a Soccerway oldalon (angolul)